# Ucholowo
Ucholowo (russisch У́холово) ist eine Siedlung städtischen Typs in der Oblast Rjasan in Russland mit 4965 Einwohnern (Stand 14. Oktober 2010).

## Geographie
Der Ort liegt gut 100 km Luftlinie südsüdöstlich des Oblastverwaltungszentrums Rjasan am Flüsschen Aksen, wenig oberhalb der Mündung in den rechten Ranowa-Nebenfluss Mostja.
Ucholowo ist Verwaltungszentrum des Rajons Ucholowski sowie Sitz der Stadtgemeinde Ucholowo gorodskoje posselenije, zu der außerdem die Dörfer Kaleiminowka (7 km westlich), Kensino (8 km südwestlich) und Pogorelowka (südwestlich anschließend) gehören.

## Geschichte
Der Ort wurde 1676 erstmals unter dem Namen Uchlowo erwähnt. Später gab es die zwei Dörfer Bolschoje Ucholowo („Groß-Ucholowo“) und wenig nördlich davon Maloje Ucholowo („Klein-Ucholowo“), die im 20. Jahrhundert zur heutigen Siedlung zusammenwuchsen. Bolschoje Ucholowo, das im 19. Jahrhundert einige wirtschaftliche Bedeutung erlangte, wurde in dieser Periode Verwaltungssitz einer Wolost des Ujesds Rjaschsk im Gouvernement Rjasan.
Am 12. Juli 1929 wurde Ucholowo Verwaltungssitz eines neu geschaffenen, nach ihm benannten Rajons. 1959 erhielt der Ort den Status einer Siedlung städtischen Typs.

### Bevölkerungsentwicklung
| Jahr | Einwohner |
| ---- | --------- |
| 1897 | 3504      |
| 1939 | 4137      |
| 1959 | 4814      |
| 1970 | 5858      |
| 1979 | 6107      |
| 1989 | 6223      |
| 2002 | 5700      |
| 2010 | 4965      |

Anmerkung: Volkszählungsdaten

## Verkehr
Nordwestlich wird Ucholowo von der Regionalstraße 61K-009 umgangen, die im 30 km westlich gelegenen benachbarten Rajonzentrum Rjaschsk unweit der föderalen Fernstraße R22 Kaspi beginnt und weiter über Saposchok, Schilowo und Kassimow zur Grenze der Oblast Nischni Nowgorod verläuft. Nach Osten zweigt die 61K-040/041 in Richtung des benachbarten Rajonzentrums Sarai ab.
Sechs Kilometer südwestlich befindet sich die Station Kensino bei Kilometer 338 der auf diesem Abschnitt 1868 eröffneten Eisenbahnstrecke (Moskau –) Rjaschsk – Pensa – Sysran, von der eine 1875 erbaute Güteranschlussstrecke in die Siedlung führt.